# Il mostro dei mari
Il mostro dei mari (It Came from Beneath the Sea) è un film statunitense del 1955 diretto da Robert Gordon.  È una pellicola di fantascienza incentrata su una creatura dalle sembianze di un polpo gigante che terrorizza le coste americane. Nella versione italiana il mostro tuttavia viene chiamato "polipo" (octopus nell'originale), termine erroneo per definire i molluschi appartenenti al genere octopus.

## Trama
Un sommergibile nucleare statunitense capitanato dal comandante Pete Mathews, in pattuglia nell'oceano Pacifico, è attaccato da un essere misterioso di gigantesche dimensioni. Al rientro alla base di Pearl Harbor dopo lo scampato pericolo, un grosso frammento di tessuto animale viene ritrovato incastrato sull'elica del sommergibile.
Due esperti biologi, il dottor John Carter e la professoressa Lesley Joyce, sono incaricati dalla Marina di scoprire natura e origine dell'animale. Dopo accurate analisi, i due studiosi giungono alla conclusione che l'essere misterioso sia un polpo di dimensioni gigantesche che in origine viveva nelle profondità oceaniche della fossa delle Filippine e che i test nucleari eseguiti nella zona dalla Marina lo abbiano reso radioattivo, circostanza che ha modificato le abitudini di caccia dell'animale, in quanto le sue prede abituali riescono ora a percepirlo e a sfuggirgli.
Numerose segnalazioni di attacchi a navi e pescherecci in tutto il Pacifico fanno pensare che la teoria sia giusta e che il mostro si stia avvicinando sempre più alle coste americane. Mentre Pete e Lesley si trovano in una località litoranea dell'Oregon per indagare sulla scomparsa di tre persone, il polpo si manifesta in tutta la sua aggressività e ferocia, travolgendo e uccidendo uno sceriffo locale.
Anche le alte gerarchie militari hanno ormai compreso che il pericolo è reale e dispongono il pattugliamento dell'intera costa statunitense sul Pacifico. I dati indicano che la mostruosa creatura si sposta progressivamente verso sud e quindi il timore è che possa colpire la città di San Francisco. Una grossa rete subacquea elettrificata viene posizionata a difesa della baia, ma invano. Il polpo riesce infatti a superarla, attaccando e abbattendo il Golden Gate Bridge. Il mostro riesce inoltre ad emergere a terra nella zona portuale della città, dove semina il panico tra gli abitanti, travolgendoli con i suoi giganteschi tentacoli.
I militari riescono a compiere una manovra d'attacco da terra, respingendo il polpo verso il mare per mezzo dei lanciafiamme. Nello stesso tempo Pete Mathews, al comando del proprio sommergibile, attacca la creatura, conficcando nelle sue carni un siluro contenente una potente carica esplosiva. Ma prima che la carica sia fatta detonare, il polpo reagisce e blocca il sommergibile con i suoi tentacoli. Prima Pete e poi il dottor Carter, affrontano coraggiosamente l'ultimo disperato tentativo: si immergono in tenuta da sommozzatori e riescono a colpire il polpo nel suo punto più vulnerabile, l'occhio. L'animale lascia la presa e libera il sommergibile, fuggendo quindi verso il mare aperto, dove la carica esplosiva viene attivata, facendo saltare in aria la creatura.

## Produzione
La marina degli Stati Uniti ha collaborato con la produzione, fornendo come ambientazione i suoi cantieri navali a San Francisco e concedendo l'utilizzo di un vero sommergibile di classe Balao. Nel corso della pellicola, alcuni ruoli minori vengono ricoperti da autentici componenti del personale della Marina.
Per dar vita al polpo gigante è stata usata la tecnica dell'animazione a passo uno, ma a causa di problemi di budget sono stati costruiti solo sei degli otto tentacoli.
Con questo film iniziò il lungo sodalizio artistico tra il produttore Charles H. Schneer e il maestro degli effetti speciali Ray Harryhausen.
Esiste anche una versione colorizzata del film, uscita in DVD per il mercato dell'home video.

## Altri media
Una casa editrice di fumetti e graphic novel, la Bluewater Productions, ha presentato in collaborazione con Harryhausen una serie di seguiti a fumetti di alcuni suoi film fantastici, tra i quali Il mostro dei mari.